# Iambia volasira
Iambia volasira là một loài bướm đêm trong họ Noctuidae.